# Ivan Ergić
Ivan Ergić (Servisch: Иван Ергић) (Šibenik, 21 januari 1981) is een Servisch profvoetballer. Sinds 2009 staat hij onder contract bij Bursaspor. Hij heeft ook een Australisch paspoort.

## Clubcarrière
Ergić begon zijn voetbalcarrière in Australische competitie bij Perth Glory. Eén jaar later ging hij naar Juventus FC gaan ,maar kwam daar niet aan spelen toe. Daarna koos hij voor FC Basel, waar hij acht jaar speelde en geregeld scoorde. Na dat goede prestatie bij FC Basel vertrok hij naar Bursaspor. In zijn eerste seizoen scoorde hij onder meer twee keer tegen Galatasaray SK.

## Interlandcarrière
Hij speelde elf interlands voor het Servisch voetbalelftal. Zijn debuut was in 2006 tegen Uruguay. Het duel eindigde in een 1-1 gelijkspel.

## Erelijst
- Perth Glory
  - National Soccer League (Australië): 1 (2000)
- FC Basel
  - Schweizer Cup: 4 (2002, 2003, 2007, 2008)
  - Axpo Super League: 4 (2002, 2004, 2005, 2008)
  - Uhrencup: 3 (2003, 2006, 2008)
- Bursaspor
  - Süper Lig: 1 (2009-2010)